# Sprachkunst
Der Begriff Sprachkunst wird weitestgehend uneinheitlich verwendet.
1. In der Alltagssprache wird Sprachkunst häufig als Synonym für geschliffene, ästhetische, an hochsprachlichen Normen ausgerichtete Formulierungen benutzt (Beispiel: „Goethes Sprachkunst“). Der Begriff bekommt hier vordergründig einen stark normativen Charakter (da man die „kunstvolle“ Sprache von gering geschätzter Sprache wie Alltagskommunikation oder Vulgärsprache abgrenzt), wird dadurch aber stark subjektiv eingefärbt, da jedes Individuum für sich selbst entscheidet, welche Sprache „kunstvoll“ ist (vgl. dazu auch Soziolekte und Dialekte).
2. Eine andere Bedeutung bezieht sich auf Kunstwerke, Installationen und öffentliche Darstellungen, die sich der Sprache als Ausdrucks- und Kommunikationsform bedienen. In diesem Zusammenhang bekommt der Begriff die Bedeutung eines Kompositums aus den Wörtern Sprache und Kunst: Gemeint sind Kunstwerke, die Sprache als elementare Darstellungsform nutzen. Bei einer Analyse von Sprachkunstwerken (beispielsweise den Arbeiten von Jenny Holzer) sollten deshalb auch Kommunikationsmodelle berücksichtigt werden, da durch die Sprachverwendung eine Kommunikation zwischen Künstler und Betrachter hergestellt wird.
3. Die Österreichische Akademie der Wissenschaften gibt seit 1970 im halbjährlichen Rhythmus die Fachzeitschrift „Sprachkunst. Beiträge zur Literaturwissenschaft“ heraus.[1]
4. Die Universität für angewandte Kunst Wien bietet seit 2009 einen Bachelor-Studiengang für Sprachkunst an, seit 2020 auch einen Master-Studiengang. Das Institut für Sprachkunst leitet Gerhild Steinbuch.[2]